# Veynon
Der Veynon ist ein Fluss in Frankreich, der im Département Nièvre in der Region Bourgogne-Franche-Comté verläuft. Er entspringt im Regionalen Naturpark Morvan, im Gemeindegebiet von Châtin. Anfangs entwässert er in südlicher Richtung, schwenkt dann auf Nordwest, später nochmals Richtung Südost und mündet nach rund 35 Kilometern im Gemeindegebiet von Limanton als linker Nebenfluss in den Aron. 

## Orte am Fluss
- Châtin
- Saint-Hilaire-en-Morvan
- Dommartin
- Dun-sur-Grandry